# ティム・ディーン
ティム・ディーン（Tim Dean）は、イギリスの哲学者、著述家。現代クイア理論の研究者として知られており、次の著作がある。『Gary Snyder and the American Unconscious』（1991年）、『Beyond Sexuality』（2000年）、『Unlimited Intimacy: Reflections on the Subculture of Barebacking』（2009年）（すべてシカゴ大学出版局）。また、論文集『Homosexuality and Psychoanalysis』（2001年）の共同編集も行った。
ディーンはイースト・アングリア大学からアメリカ研究で学士号を取得し、イギリスで公務員として働いてから、ブランダイス大学で修士号（ゲーリー・スナイダー研究）を、ジョンズ・ホプキンス大学で博士号（ハート・クレイン研究）を取得した。1997から1998年まで、スタンフォード大学人文学センターでフェローを務めた。その後、イリノイ大学アーバナ・シャンペーン校とワシントン大学シアトル校で数年間教鞭をとった。2002年、ニューヨーク州立大学バッファロー校に移り、同大学の精神分析・文化研究センターと比較文学科に所属し現在に至る。